# Mercury 1a
För andra betydelser, se Mercury.
Mercury-Redstone 1A  uppdraget i december 1960 bestod i att testa Redstoneraketens förmåga att lyfta en Mercurykapsel upp till tyngdlöshet.
Då den ursprungliga Mercury 1-Redstonekombinationen havererat i samband med starten skickade man upp en andra Mercury 1 cirka tre veckor efter den första. Denna andra gång lyckades man bättre och den obemannade 
kapseln uppnådde en tyngdlöshet i ungefär fem och en halv minut.